# Kamienica przy ulicy 3 Maja 36 w Katowicach
Kamienica przy ulicy 3 Maja 36 w Katowicach – kamienica handlowo-biurowa Katowicach, znajdująca się przy ulicy 3 Maja 36 w dzielnicy Śródmieście; wybudowana w 1900 roku w stylu eklektycznym. 

## Historia
Kamienica została wzniesiona w 1900 roku. Jeszcze w okresie przedwojennym w kamienicy działał pośrednik w obrocie nieruchomościami Siegmunt Kornblum. 
W 1924 roku przy ulicy 3 Maja 36 swoją placówkę miało m.in. Towarzystwo Ubezpieczeniowe „Vesta” i sklep z artykułami papierowymi „Pap”. W 1935 roku właścicielem kamienicy był Bank Wzajemnych Ubezpieczeń „Vesta”. Budynek wówczas zamieszkiwali ludzie różnej profesji, a także miało tu swoją siedzibę kilka przedsiębiorstw, w tym centrala papieru „Pap” oraz fabryka kaw i herbaty. W latach 1935–1938 w działającym już wówczas w kamienicy zakładzie „Foto-Korekt” pracował Wilhelm Brasse. Zakład ten wyspecjalizował się w zdjęciach portretowych.
Po II wojnie światowej w oficynie kamienicy funkcjonowało wydawnictwo „Śląsk”. W latach 70. XX wieku siedzibę miała tutaj Redakcja Wojewódzka w Katowicach Wydawnictw Artystyczno Graficznych „Prasa-Książka-Ruch”
W latach 2006–2007 przeprowadzono remont elewacji kamienicy, a prace te sfinansowano z budżetu miasta Katowice. W 2011 roku z uwagi na budowę w sąsiedztwie Galerii Katowickiej i nowego dworca kolejowego stacji Katowice pogorszył się stan techniczny budynku. Ściany mieszkań uległy popękaniu, a także zostały przekrzywione i w związku z tym budynek został zabezpieczony ankrami. Ostatecznie podjęto decyzję o wyprowadzce wszystkich mieszkańców niszczejącej części kamienicy, a budynek został przeznaczony do kapitalnego remontu. 
W podobnej sytuacji znalazło się pod koniec grudnia tego samego roku katowickie stowarzyszenie „Szansa Dla Każdego”, które wyremontowało swoją siedzibę znajdującą się przy ulicy 3 Maja 36, lecz z uwagi na szkody budowlane pracownicy powiatowego inspektoratu nadzoru budowlanego stwierdzili, iż przebywanie w tym miejscu może stanowić zagrożenie i świetlica została zamknięta. Generalny wykonawca Galerii Katowickiej – firma Strabag – zadeklarował remont oficyny, w którym znajdowała się placówka stowarzyszenia, a do czasu zakończenia remontu stowarzyszenie działało w pawilonie obok oficyny.
Pod koniec października 2017 roku zakończył się remont oficyny kamienicy. W ramach tych prac budynek został spięty specjalnymi prętami i klamrami, wyremontowano cztery lokale mieszkalne (w największym z nich zachowały się zdobienia sufitu i oryginalne drewniane drzwi) i świetlicę środowiskową oraz odnowiono drewniane schody na klatce schodowej. Prace te kosztowały około 1,5 mln złotych, z czego 10% kosztów to zakup zewnętrznej, panoramicznej windy. 
W połowie 2020 roku, w ramach prowadzonej przez Komunalny Zakład Gospodarki Mieszkaniowej w Katowicach akcji „Łapiemy deszczówkę”, przy ulicy 3 Maja 36 postawiono zbiorniki na wodę deszczową, a w związku ze wspólną akcją KZGM-u oraz Zakładu Zieleni Miejskiej w Katowicach w czerwcu 2023 roku podwórko kamienicy zostało ozdobione donicami wypełnionymi odmianą petunii kaskadowych.
W 2018 roku na parterze kamienicy mieściły się lokale usługowe, a powyżej prywatnie mieszkania. Pod koniec lipca 2023 roku w systemie REGON zarejestrowanych było 22 podmiotów gospodarczych z siedzibą przy ulicy 3 Maja 36, w tym m.in.: Oddział Okręgowy Polskiego Związku Emerytów, Rencistów i Inwalidów w Katowicach, Stowarzyszenie „Bez Granic”, Stowarzyszenie „Szansa Dla Każdego”, wojewódzkie biuro poselsko-senatorskie Klubu Parlamentarnego Prawa i Sprawiedliwości w Katowicach, placówka opiekuńczo-wychowawcza DOM nr 8, gabinet psychologiczny, zakład fryzjerski czy studio fotografii.
Kamienica według stanu z września 2016 roku jest własnością miasta Katowice, a zarządza nią Komunalny Zakład Gospodarki Mieszkaniowej w Katowicach.

## Charakterystyka
Kamienica handlowo-biurowa położona jest przy ulicy 3 Maja 36 w Katowicach, na obszarze dzielnicy Śródmieście, w pierzei zwartej zabudowy ulicy. Jest to budynek murowany z cegły, wzniesiony na planie zbliżonym do litery „U”, zwieńczony dachem mansardowym, z trzema facjatami na osiach bocznych i w osi środkowej. Powierzchnia użytkowa budynku wynosi 1 958,46 m², a powierzchnia zabudowy 584 m². Liczy 5 kondygnacji nadziemnych i 1 podziemną.
Kamienica reprezentuje styl eklektyczny (bądź historyzm) i posiada bogate zdobienia architektoniczne w postaci stiukowych półkolumn, pilastrów, naczółków i dekoracji roślinnych, a w wejściu do sieni wbudowany jest tynkowy, oryginalny portal. Fasada na wtórnie przebudowanym parterze jest pięcioosiowa, a na wyższych kondygnacjach dwunastoosiowa i symetryczna. Jest ona oblicowana cegłą. Na osiach bocznych została ona nieznacznie zryzalitowana. Ryzality te zostały ujęte w tynkowane lizeny, które na drugiej i trzeciej kondygnacji są boniowane, a na czwartej kondygnacji i nad wykuszem są gładkie i zdobione dekoracją roślinną. Sam zaś wykusz znajduje się w środkowej osi i sięga od drugiej do trzeciej kondygnacji. 
Okna kamienicy są prostokątne, a na czwartej kondygnacji zostały zakończone półkoliście. Okna na dwuosiowych ryzalitach nakryte są wspólnymi naczółkami – na drugiej kondygnacji łukowymi wypełnionymi dekoracjami roślinnymi, a na trzeciej trójkątnymi z wyobrażeniem głowy ludzkiej. Są one wsparte na pilastrach. Okna drugiej kondygnacji poza ryzalitami i wykuszem wieńczą gzymsy i łukowe naczółki utworzone z dekoracyjnie ułożonych cegieł i wypełnione są dekoracjami sztukatorskimi, a na trzeciej kondygnacji znajdują się podobne naczółki, ale są pozbawione dekoracji.
Brama przejazdowa zakończona jest sklepieniem krzyżowym na gurtach, wspartym na pilastrach, a po obydwu stronach sieni przejazdowej znajdują się dwie analogiczne klatki schodowe. Schody są drewniane, dwubiegowe, z tralkową drewnianą balustradą, a podesty schodów są kamienne.
Kamienica wpisana jest do gminnej ewidencji zabytków miasta Katowice.